# Immeuble CCIA
L'immeuble CCIA, en forme longue Immeuble du Centre de Commerce International d'Abidjan, est un gratte-ciel situé rue Jean-Paul II, dans la commune du Plateau à Abidjan en Côte d'Ivoire. Achevé en 1982 et culminant à plus de 94 mètres, il est le quatrième plus haut édifice d'Abidjan. Il fait partie d'un groupe d'immeubles ayant vu le jour à partir des années 1970 et destinés à l'administration et aux entreprises publiques. Son architecture se démarque cependant des autres tours du paysage, de par ses deux faces longues presque exclusivement couvertes de vitres teintées, réfléchissant les couleurs du ciel.
Bâti sur une superficie de 12 000 m2, la tour comprend 28 étages dont 26 étages de bureaux, trois sous-sols, un parc de stationnement de 650 places ainsi qu'un auditorium de 350 places assises.
Cet immeuble a été construit en vue de regrouper toute activité de promotion des exportations  de la Côte d'Ivoire, en remplacement du Centre ivoirien du commerce extérieur. Il permettait, le cas échéant, d'héberger en priorité toutes les organisations, structures et entreprises liées à ces activités. Le CCIA, appartenait à la chaîne mondiale des "World Trade Center" (WTC). Il a bénéficié également d'un appui substantiel des Nations unies, strictement lié à sa restructuration institutionnelle, au développement des PME ivoiriennes, et à la promotion mondiale des produits ivoiriens (participation aux expositions internationales, recherche de nouveaux marchés, amélioration et adaptation des produits et de leur conditionnement). Ce projet a été financé par le Programme des Nations unies pour le développement (PNUD/New-York) et exécute par le Centre de Commerce International (CCI/ITC-Cnuced/OMC de Genève) de 1985 à 1991, sous l’autorité du Ministre ivoirien du commerce de l'époque, Nicolas Kouandi-Angba. Toute infirmation peut être sollicitée auprès de ces institutions.
L'édifice a été sévèrement endommagé lors de la crise ivoirienne de 2010-2011, alors qu'il souffrait déjà cruellement d'un manque d'entretien depuis près d'une décennie, à la suite de détournements de fonds massifs au sein de la SIEGIM-CI, gestionnaire de l'édifice dans les années 2000,. Il a été intégralement rénové de septembre 2012 à octobre 2013, en vue d'accueillir le siège provisoire de la Banque africaine de développement. Il hébergeait auparavant les bureaux du ministère du Commerce.